# II. Szvjatopolk kijevi nagyfejedelem
II. Szvjatopolk Izjaszlavics, keresztény nevén Mihály (oroszul: Святопо́лк (Михаи́л) Изясла́вич), (1050. november 8. – 1113. április 16.) kijevi nagyfejedelem 1093-tól haláláig.

## Ifjúsága
Apja I. Izjaszláv nagyfejedelem volt, anyja kiléte bizonytalan. Izjaszláv egyetlen ismert felesége, a lengyel Gertrúd három fiuk közül a legidősebbről, Jaropolkról azt írta, hogy ő az egyetlen fia. Lehetséges, hogy Szvjatopolk házasságon kívül született.
1067-ben a nagyfejedelem elfoglalta Polockot, az ottani uralkodót, Vszeszlávot börtönbe vetette. Polock fejedelmévé Szvjatopolk fivérét, Msztyiszlávot nevezte ki, aki azonban 1069-ben meghalt, a fejedelemséget pedig Szvjatoszláv kapta meg. Két évvel később Vszeszláv visszafoglalta korábbi birtokát, Szvjatoszláv pedig feltehetően Kijevben élt 1073-ig, amikor apját öccsei elűzték a trónról és követte őt nyugat-európai száműzetésébe. Izjaszláv 1077-es visszatérése után újból fontos feladatokat kapott, 1078-ban unokatestvérével, Vlagyimir Vszevolodoviccsal együtt vezette a kijevi büntetőhadjáratot Polock ellen, majd még ebben az évben, miután a novgorodiak elűzték fejedelmüket, ő kapta meg a város kormányzását. Mikor 1086 végén megölték Jaropolk bátyját, Szvjatoszláv az ő fejedelemségét, Turovot vette át.

## Nagyfejedelemsége

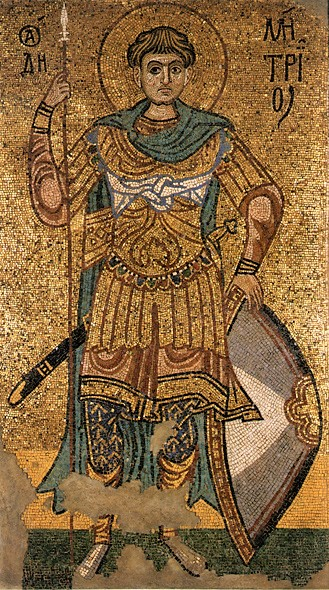
Szent Demeter mozaikja a Szvjatoszláv által építtetett Szt. Mihály-kolostorban (ma a Tretyakov-képtárban található)

Nagybátyja, Vszevolod nagyfejedelem 1093-as halála után a szláv öröklési rendszernek megfelelően Szvjatopolk foglalta el a kijevi trónt. Az uralkodó halála utáni zűrzavart kihasználva a kunok nagy sereggel indultak a Kijevi Rusz ellen és ostrom alá vették Torcseszket. Szvjatopolk és unokatestvérei kivonultak ellenük, de a Sztugna folyónál vereséget szenvedtek; menekülés közben Vlagyimir öccse, Rosztyiszláv a folyóba fulladt. A kunok ezután kilenc hétig ostromolták Torcseszket, majd erejük nagyobbik részével Kijevhez vonultak. Itt Szvjatoszláv újfent megütközött velük, ám megint vereséget szenvedett és a város falai mögött keresett menedéket. Torcseszk védői reménytelen helyzetbe kerültek és megadták magukat, a várost a kunok kirabolták és felgyújtották. A sereg nélkül maradt Szvjatoszláv 1094-ben békét kötött velük és feleségül vette vezérük, Tugorkán lányát.
1094-ben a korábbi nagyfejedelem fia, Oleg Szvjatoszlavics a kunokkal szövetkezve elűzte Csernyigovból (amely korábban apja birtoka volt) Vlagyimirt és a nagyfejedelemnek csak két évvel később sikerült kikergetnie őt. Ugyanebben az évben újabb kun támadásra került sor, Bonyak kán Kijev környékét dúlta fel és felégette a beresztovi fejedelmi palotát, Tugorkán pedig Perejaszlavlt vette ostrom alá. Szvjatopolk és Vlagyimir az utóbbi kun seregre csapott le, a csatában maga Tugorkán és fia is elesett. A Bonyak vezette kunok még egyszer végigfosztogatták Kijev környékét, felgyújtották a külvárost, aztán visszatértek a sztyeppre.

## A ljubecsi egyezmény
Oleg Szvjatoszlavics eközben az ország keleti részén elfoglalta Murom, Rjazany és Rosztov városokat. A csatákban Vlagyimir második fia, Izjaszláv is életét vesztette. A novgorodi erők segítségével végül sikerült visszafoglalni a városokat, de egyértelművé vált, hogy az állandó kun fenyegetés árnyékában az állam nem engedheti meg magának a belső testvérháborút. 1097-ben a fejedelmek összegyűltek és a ljubecsi egyezményben megállapodtak, hogy a hercegek tulajdonosaivá válnak saját birtokaiknak és továbbörökíthetik azt gyermekeiknek. Korábban a rota-rendszer volt érvényben, ami szerint az aktuális nagyfejedelem osztotta ki a fejedelemségeket fiainak. Az egyezménnyel megvetették egy feudális rendszer alapjait.

## Polgárháború és kun hadjáratok

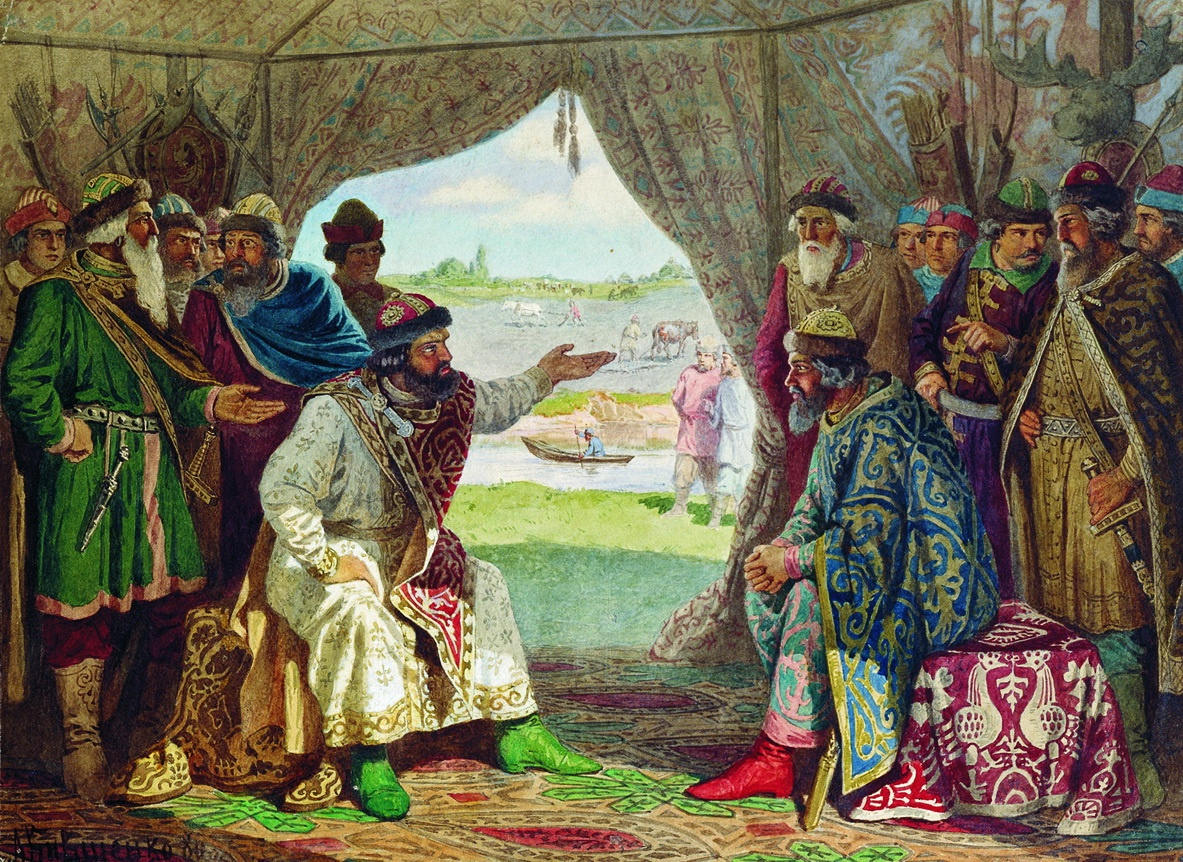
A dolobszki szövetség (A. D. Kivsenko képe, 19. sz.)

Az egyezmény után szinte azonnal kitört az ellenségeskedés, melynek során nem sokon múlott, hogy Vlagyimir erőszakkal megszerezze a nagyfejedelmi címet. Szvjatopolk a volhíniai David Igorevics ellen 1099-ben Kálmán magyar király segítségét kérte (Kálmán sógora volt Szvjatopolk fiának, Jaroszlávnak), de a magyar sereg a Vigor folyónál súlyos vereséget szenvedett a kunok által támogatott David fejedelemtől. Egy újabb fejedelmi csúcstalálkozóra volt szükség, ezúttal a Dnyeper-menti Uveticsiben, hogy véget vessenek a belháborúnak (1100-ban).
Szvatopolk 1102-ben megpróbálta kijátszani az új rendszert és a kétszáz éves hagyománynak megfelelően saját fiát ültetni a novgorodi fejedelmi székbe, de a novgorodiak azt üzenték vissza, hogy csak akkor küldje a fiát hozzájuk, hogy ha két feje van.
1103-ban Szvjatopolk és Vlagyimir a Dolobszki-tónál szövetséget kötött a többi herceggel a kunok ellen. A későbbi évek megmutatták az egyesített orosz fejedelemségek erejét, 1103 és 1111 között öt sikeres hadjáratot vezettek a nomádok ellen és elfoglalták Sarukán és Szugrov városokat.
AZ 1113-as év húsvétja után Szvjatopolk megbetegedett és április 16-án meghalt. A kijevi Szent Mihály-kolostorban temették el. Halála után Kijevben felkelés tört ki, ami elsősorban a magas adók, főleg a sóadó ellen irányult. A megrettent bojárok a népszerű hadvezért, Vlagyimirt hívták meg a trónra.
Szvjatopolk uralkodása alatt állította össze a szerzetes Nyesztor az orosz Őskrónikát.

## Családja
Szvjatopolk első feleségének neve nem ismert, feltehetően II. Spytihněv cseh fejedelem lánya volt. Gyermekeik:
- Jaroszláv (Ioann) (kb. 1072 – 1123 májusa), Vlagyimir-Volinszkij, Visgorod és Turov fejedelme
- Anna (†1136 után), feleségül ment Szvjatoszláv Davidovics lucki herceghez
- Szbiszlava (†1111), feleségül ment III. Boleszláv lengyel királyhoz
- Predszlava, feleségül ment Álmos magyar herceghez

1094-ben Tugorkán kun fejedelem lányát vette feleségül, aki a keresztségben a Jelena nevet kapta. Gyermekeik:
- Brjacsiszláv (1104–1123), turovi fejedelem
- Izjaszláv (†1127), turovi fejedelem
- Marija (†1145 után), feleségül ment Piotr Włostowic lengyel herceghez

Ágyasától született egy törvénytelen fia is:
- Msztyiszláv (†1099), Breszt, Novgorod-Szerverszkij és Vlagyimir Volinszkij fejedelme

## Fordítás
- Ez a szócikk részben vagy egészben  a(z)   Святополк Изяславич című orosz Wikipédia-szócikk ezen változatának fordításán alapul.  Az eredeti cikk szerkesztőit annak laptörténete sorolja fel. Ez a jelzés csupán a megfogalmazás eredetét és a szerzői jogokat jelzi, nem szolgál a cikkben szereplő információk forrásmegjelöléseként.